# Kilómetro Cuarenta
Kilómetro Cuarenta es una localidad del estado mexicano de Guerrero. Es parte del municipio de Acapulco de Juárez.

## Toponimia
El nombre de la población hace referencia a su ubicación, en el kilómetro 40 de la Autopista del Sol, que conecta el puerto de Acapulco con la Ciudad de México.

## Demografía
| Gráfica de evolución demográfica |
|                                  |

| Censo | Población |
| ----- | --------- |
| 1930  | 193       |
| 1940  | 213       |
| 1950  | 248       |
| 1960  | 348       |
| 1970  | 429       |
| 1980  | 737       |
| 1990  | 842       |
| 2000  | 983       |
| 2010  | 1 085     |
| 2020  | 1 199     |